# Candeias (Bahía)
Candeias es un municipio brasileño del estado de Bahía. 
Se localiza a una latitud 12º40'04" sur y a una longitud 38º33'02" oeste, estando a una altitud de 97 metros. Su población recensada por el IBGE en 2007 era de 78.655 habitantes. Posee un área de 265,555 km². 

## Hidrografía
Su cuenca hidrográfica está compuesta por los ríos: Joanes, São Francisco, São Paulo, Imbiruçu, Jacarecanga. 

## Carreteras
Esta a orillas de la BR 324 y se une con la misma por la BA-522.